# Percnon affine
Percnon affine är en kräftdjursart som först beskrevs av H. Milne Edwards 1853.  Percnon affine ingår i släktet Percnon och familjen Plagusiidae. Inga underarter finns listade i Catalogue of Life.